# Шов уперед голку

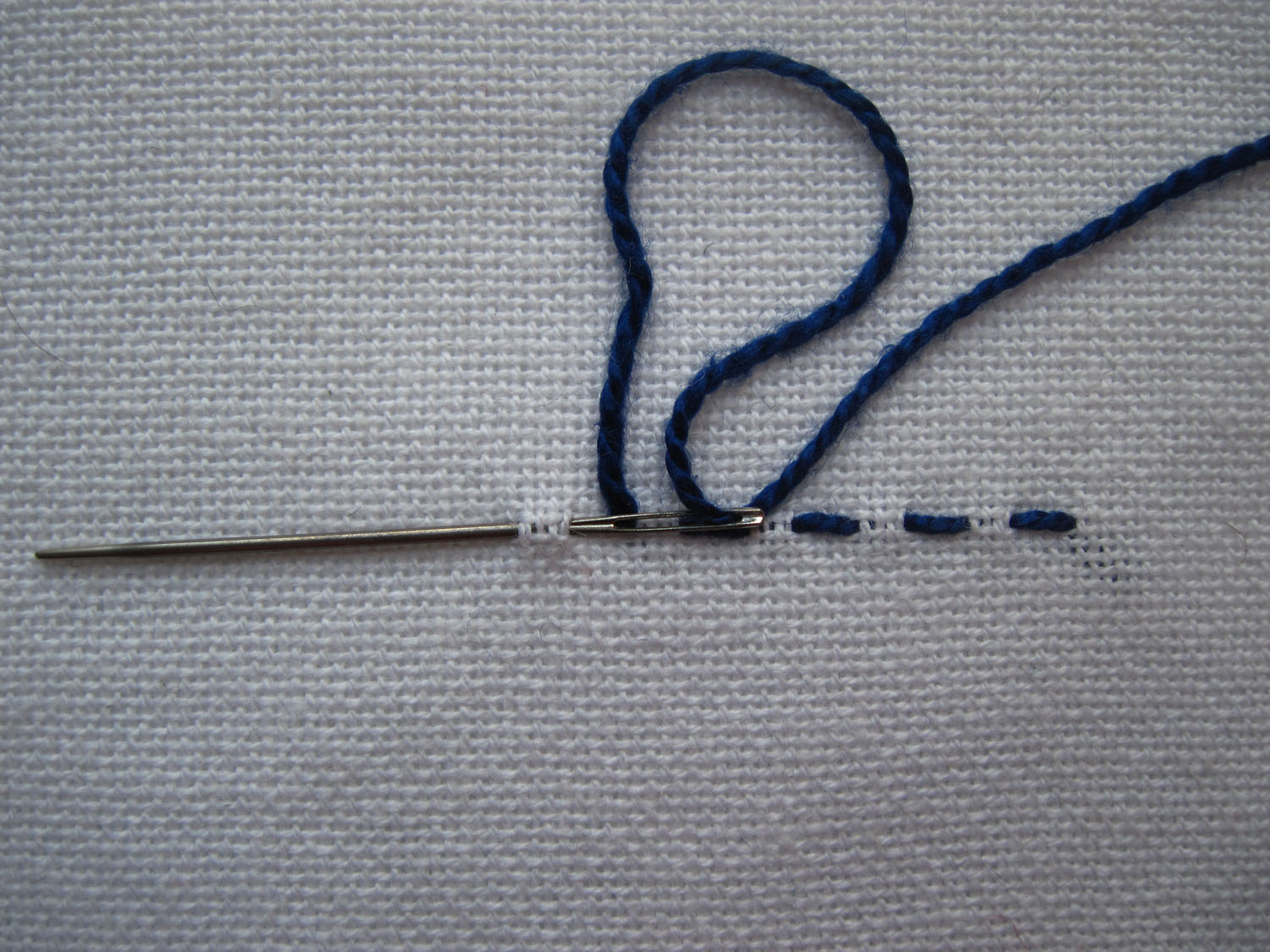
Шов «вперед голку»

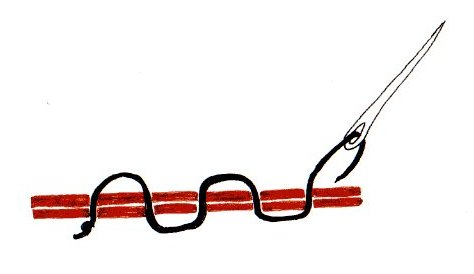

Шов упере́д го́лку, також попередго́лку, затяганка —один з найпростіших і водночас основоположних швів у вишивці та шитті. Є основою для значної кількості традиційних українських вишивальних технік. Робоча нитка утворює пунктир на лицьовому та виворотньому боці полотна.

## Техніка виконання
Робочу нитку закріплюють на звороті полотна. Голку виводять на лице і спрямовують між двох ниток піткання, справа наліво. Набирають на неї та пропускають, в найпростішому випадку, однакове число ниток.(найчастіше 3-5) (Загалом число набраних та пропущених ниток залежить від характеру узору.) Доходячи до кінця ряду, роблять вертикальний стібок на наступний ряд, обертають полотно на 180 і продовжують шити справа наліво. «Вперед голку» можна шити не лише паралельно ниткам піткання, а й вздовж будь-якої лінії, навіть по тканині без полотняного переплетіння ниток. В цьому випадку слід попередньо намалювати майбутню лінію, а потім намагатись робити вздовж неї рівновіддалені стібки однакової довжини.

## Використання у вишивці
Шов «вперед голку» застосовують для позначення контурів узорів («розвід»), які потім зашивають гладдю, рушникових виповнень («просо», насип, полотняне заповнення), у збиранках.
Залежно від кількості набраних та пропущених ниток та напряму вишивання шов творить наступні традиційні техніки української вишивки:
| Назва                | Особливості | Поширення             | Приклад |
| Двостороння штапівка | вишивають ряд «вперед голку», коли доходять до кінця, повертають полотно на 180 і продовжують вишивати в цьому ж ряді, заповнюючи проміжки на лиці і вивороті стібками | Східне Поділля        |         |
| Низь                 | вишивають з вивороту полотна, найчастіше вертикальними рядами поперемінно вверх і вниз, набираючи на голку непарне число ниток (1-7)                                   | Поділля та Гуцульщина |         |
| Заволікання          | вишивають горизонтальними рядами червоною ниткою. Стібки часто покривають значну кількість ниток (більше 10)                                                           | Полісся               |         |
| Затягання            | кольорову нитку протягують між двох ниток піткання |                       |         |